# Valparaíso (region)
Valparaíso (hiszp. V Región de Valparaíso) – jeden z 16 regionów Chile. Stolicą regionu jest miasto Valparaíso.
Prowincje regionu:
- Petorca
- Los Andes
- San Felipe de Aconcagua
- Quillota
- Valparaíso
- San Antonio
- Wyspa Wielkanocna
- Marga Marga